# 소자시
소자시(일본어: 総社市)는 일본 오카야마현 중남부에 있는 시이다.
한때 기비국의 중심지로 기비국이 분할된 후 빗추국의 국부가 두어졌으며 국부가 쓸모없게 된 후에도 빗추국의 총사(総社)가 남았다. 소자시 소자 지구는 빗추국 소자궁의 몬젠마치이자 가도의 역참 마을, 아사오번의 병영 마을로 번창해 소자궁을 중심으로 마을이 이루어졌으므로 통칭 "소자"로 불렸다. 이것이 오늘날의 소자라는 마을 이름의 기원이다.

## 지리
북서쪽에서 남쪽으로 다카하시강이 흐른다. 북부·서부는 기비고원 남부에 위치하고 남부도 구릉지대를 형성하고 있다. 시가지인 중앙부는 원래 다카하시강의 범람원으로 작은 분지를 형성하고 있다.

### 인접한 자치체
- 가가군 기비추오정
- 구라시키시
- 다카하시시
- 오다군 야카게정
- 오카야마시
- 이바라시

## 역사
고대에 야마토 왕권에 필적하는 세력으로 율령국 기비국이 오카야마현, 히로시마현 동부, 가가와현 도서부, 효고현 서부를 판도로 하고 있었고 그 중심이 소자에 있었다고 여겨진다. 시내에는 대표적인 고분으로 일본 9위의 규모를 자랑하는 쓰쿠리야마 고분이 있다.
나라 시대에는 빗추국의 국부가 놓였다. 무로마치 시대에는 수묵화의 거장인 승려 셋슈를 배출했다. 소자궁 주변은 몬젠마치이자 역참 마을로 번창하였다. 에도 시대에는 수많은 번들이 혼재하였다.
- 1889년 6월 1일 - 가요군 소자촌이 탄생했다.
- 1896년 2월 26일 - 가요군 소자촌이 정으로 승격해 소자정이 되었다.
- 1900년 4월 1일 - 가요군이 시타미치군과 합병해 기비군이 되면서 기비군 소자정이 되었다.
- 1954년 3월 31일 - 기비군 소자정, 하다촌·야마다촌·구시로촌·이케다촌·아조촌, 신폰촌 쓰쿠보군 도키와촌의 1정 6촌이 합병해 소자시가 되었다.
- 1972년 4월 22일 - 소자시에 기비군 쇼와정을 편입하였다.
- 1993년 - 오카야마 현립 대학이 개설되었다.
- 1997년 - 오카야마 자동차도가 완공되었다.
- 2005년 3월 22일 - 소자시, 쓰쿠보군 야마테촌, 기요네촌과 합병(신설 합병)해 새로운 소자시가 되었다.
- 2018년 - 서일본 호우로 큰 피해를 입었다.

## 교통

### 도로
- 오카야마 자동차도(일본어판)
  - 오카야마소자 나들목(일본어판)
- 국도 제180호선
- 국도 제429호선 (일본)(일본어판)
- 국도 제486호선 (일본)(일본어판)

### 철도
- 서일본 여객철도
  - 하쿠비선
    - 기요네역 - 소자역 - 고케이역 - 히와역 - 미나기역

  - 기비선
    - 핫토리역 - 히가시소자역 - 소자역
- 이바라 철도(일본어판)
  - 이바라선(일본어판)
    - 소자역 - 기요네역

## 시설·건축물
- 기노성

## 자매 도시
- 일본 나가노현 지노시

## 출신 인물
- 셋슈
- 하시모토 류타로

## 인구
| 연도 | 인구   | ±%     |
| ---- | ------ | ------ |
| 1920 | 38,074 | —      |
| 1930 | 38,148 | +0.2%  |
| 1940 | 38,119 | −0.1%  |
| 1950 | 49,227 | +29.1% |
| 1960 | 47,564 | −3.4%  |
| 1970 | 48,444 | +1.9%  |
| 1980 | 56,865 | +17.4% |
| 1990 | 61,459 | +8.1%  |
| 2000 | 66,201 | +7.7%  |
| 2010 | 66,216 | +0.0%  |